# 1125 (zespół muzyczny)
1125 – polska grupa grająca oldschoolowy hardcore, powstała na początku 1996 roku w Złotowie. Nazwa zespołu zainspirowana jest refrenem piosenki Rejestracji pt. „Kontrola”, a sama liczba nawiązuje do numeru więźnia – Alexa, głównego bohatera powieści pt. Mechaniczna pomarańcza.

## Skład
- Rafał „Wróbel” Wróblewski – wokal
- Krzysztof „Sokół” Sokołowski – perkusja
- Dawid Gappa – gitara basowa
- Szymon „Laluś” Wolny – gitara elektryczna
- Adam „Ady” Wacyk – gitara elektryczna

## Dyskografia
- Tysiąc sto dwadzieścia pięć (1997)
- 1125 / Within Reach (split, 1998)
- Płonie mi serce (1999)
- Sprawiedliwość (split z Frontside, 2000)
- Nieugięci (2002)
- The Next War (2004)
- Victims of Forgetting (2007)
- For When Tomorrow Comes (2008)
- „Niepewności czas” (2018)